# خوان كارلوس ألونسو
خوان كارلوس ألونسو (بالإسبانية: Juan Carlos Alonso Derteano)‏ مواليد 8 مارس 1958 في دورانغو، هو دراج إسباني سابق.

## روابط خارجية
- خوان كارلوس ألونسو على موقع أرشيف الدراجات (الإنجليزية)
- خوان كارلوس ألونسو على موقع إحصائيات الدراجات الإحترافية (الإنجليزية)